# Jeorjos Christodulu
Jeorjos Christodulu (gr. Γεώργιος Χριστοδούλου; ur. 22 sierpnia 1965 w Nikozji) – cypryjski piłkarz występujący na pozycji obrońcy.

## Kariera klubowa
Christodulu karierę rozpoczynał w 1986 roku w Omonii Nikozja. Przez cztery lata gry dla tego klubu, zdobył z nim dwa mistrzostwa Cypru (1987, 1989), Puchar Cypru (1988) oraz trzy Superpuchary Cypru (1987, 1988, 1989).
W 1990 roku Christodulu przeszedł do greckiego Olympiakosu. W 1992 roku wywalczył z nim Puchar Grecji oraz Superpuchar Grecji. Przez trzy lata w barwach Olympiakosu rozegrał 35 spotkań i zdobył trzy bramki. W 1993 roku wrócił do Omonii. W 1994 roku po raz kolejny zdobył z nią Puchar Cypru oraz Superpuchar Cypru.
W 1995 roku Christodulu odszedł do APOEL-u. Przez siedem lat wywalczył z nim dwa mistrzostwa Cypru (1996, 2002), trzy Puchary Cypru (1996, 1997, 1999) oraz trzy Superpuchary Cypru (1996, 1997, 2002). W 2002 roku zakończył karierę.

## Kariera reprezentacyjna
W reprezentacji Cypru Christodulu zadebiutował 9 grudnia 1987 roku w przegranym 0:4 meczu eliminacji Mistrzostw Europy 1988 z Holandią. W latach 1987–1999 w drużynie narodowej rozegrał 38 spotkań.